# Rostbukig frösnäppa
Rostbukig frösnäppa (Attagis gayi) är den största av fyra arter i den sydamerikanska fågelfamiljen frösnäppor, vadarfåglar som anpassat sig till en vegetabilisk föda.

## Utseende
Rostbukig frösnäppa ser på marken ytligt ut som en rapphöna i kroppsbyggnad och näbbform. I flykten ger dock de spetsiga vingarna mer intrycket av vadare eller flyghöns. Arten är med en längd på 27–32 centimeter den största i familjen. Den är mycket kraftig och väger 300–400 gram. Nominatformen har fjälligt roströd undersida och rödbrun bandad ovansida, medan latreillii är djupare kastanjefärgad under och mörkare ovan och simonsi mitt emellan.

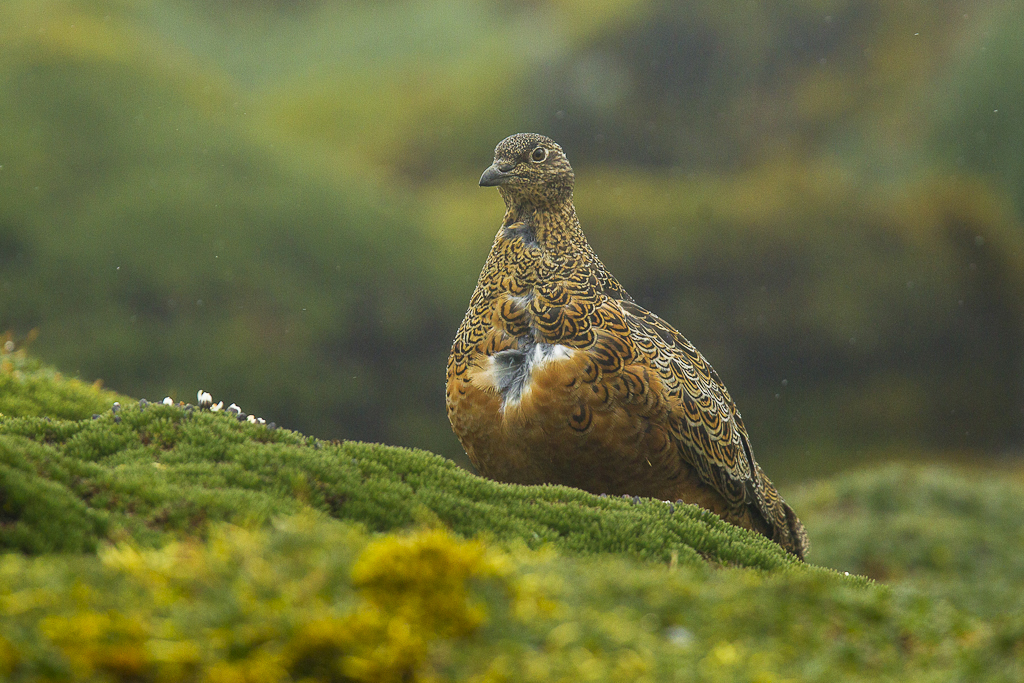
Rostbukig frösnäppa fotograferad i Papallacta, Ecuador.

## Läte
Vid uppflog hörs ett raspigt "tchaa", likt en beckasin men tydligt ljudligare.

## Utbredning och systematik
Rostbukig frösnäppa förekommer i Anderna och delas in i tre underarter med följande utbredning:
- Attagis gayi gayi – Anderna i Chile och Argentina till Tierra del Fuego
- Attagis gayi latreillii – Anderna i norra Ecuador
- Attagis gayi simonsi – Anderna från Peru till norra Chile och nordvästligaste Argentina

## Ekologi
Arten återfinns högt upp i Anderna upp till 4.000 meter över havet, i södra delen av utbredningsområdet ner till 1.000 meter över havet. Den är mycket tålig och förflyttar sig inte till lägre regioner ens under svåra väderförhållanden. Den lägger två till tre ägg i en grop i marken. Fågelungarna kan liksom andra vadarfåglar gå och födosöka direkt efter kläckning.

## Status
Arten har ett stort utbredningsområde och internationella naturvårdsunionen IUCN kategoriserar arten som livskraftig. Beståndsutvecklingen är dock oklar.

## Namn
Fågelns vetenskapliga artnamn hedrar Claude Gay (1800-1873) fransk zoolog och samlare verksam i Chile och Peru 1828-1842.  Arten har på svenska även kallats rostbukad frösnäppa.